# Wake Forest
Wake Forest ist eine Town in Wake County und Franklin County im US-Bundesstaat North Carolina. Wake Forest liegt in der nordöstlichen Zentralregion von North Carolina, wo sich die nordamerikanischen Regionen Piedmont und die Atlantische Küstenebene treffen. Es ist eine Vorstadt von Raleigh und weist aufgrund seiner günstigen Lage ein rasches Bevölkerungswachstum auf.
Wake Forest war 122 Jahre lang die ursprüngliche Heimat der Wake Forest University, bevor diese 1956 nach Winston-Salem umzog.

## Geschichte
Im Jahr 1832 kaufte der aus Neuengland stammende Dr. Calvin Jones 615 Acres (2,49 km²) bewaldetes Land in Wake County von North Carolina. Das dünn besiedelte Gebiet wurde als Forest of Wake oder Wake Forest bekannt. Jones verkaufte seine Farm für 2000 Dollar an die North Carolina Baptist Convention, die auf dem Gelände das Wake Forest Manual Labor Institute, das spätere Wake Forest College, eröffnete. Die Raleigh & Gaston Railroad, die 1840 fertiggestellt wurde, errichtete ein Depot im nahe gelegenen Forestville, welche das College und das umliegende Dorf belebte. Die Leiter des Colleges überzeugten die Eisenbahngesellschaft 1874, das Depot noch näher an das College zu verlegen, was zu einer weiteren wirtschaftlichen Entwicklung führte. Diese Gemeinde wurde 1880 als Town of Wake Forest College zu einer eigenständigen Gemeinde erhoben. Im Jahr 1909 wurde das Wort „College“ aus dem Namen der Stadt entfernt. Denn das College zog 1956 in die viel größere Stadt Winston-Salem um. Das Southeastern Baptist Theological Seminary begann 1950, Kurse auf dem ursprünglichen Campus der Wake Forest College anzubieten, und belegte den gesamten Campus, als die spätere Universität ihren Umzug abschloss.

## Demografie
Nach der Schätzung von 2019 leben in Wake Forest 45.629 Menschen. Die Bevölkerung teilte sich im selben Jahr auf in 78,0 % Weiße, 14,8 % Afroamerikaner, 0,1 % amerikanische Ureinwohner, 1,4 % Asiaten und 4,0 % mit zwei oder mehr Ethnizitäten. Hispanics oder Latinos aller Ethnien machten 5,6 % der Bevölkerung von Wake Forest aus. Das mittlere Haushaltseinkommen lag bei 92.210 US-Dollar und die Armutsquote bei 5,3 %.

## Söhne und Töchter der Stadt
- Dexter Lawrence (* 1997), Footballspieler